# David Guterson
David Guterson, född 4 maj 1956 i Seattle, Washington, är en amerikansk författare och journalist.
Gutersons roman Snö faller på cederträden har blivit filmatiserad.